# Cour de Rome (3e arrondissement de Paris)
Pour les articles homonymes, voir Cour de Rome (8e arrondissement de Paris).
La cour de Rome est une voie privée située dans le quartier des Arts-et-Métiers du 3e arrondissement de Paris. Elle ne doit pas être confondue avec la cour de Rome située dans le 8e arrondissement. 

## Situation et accès
Elle tenait lieu de passage entre le 24, rue des Gravilliers, et l'impasse de Rome (aujourd'hui, rue au Maire).
La cour de Rome est desservie par les lignes 3 et 11 à la station Arts et Métiers.

## Origine du nom
Elle tient son nom de l'ancienne impasse de Rome sur laquelle elle donnait.

## Historique
Cette voie partiellement couverte est déjà connue au début du XIXe siècle comme impasse qui fut incorporée à la rue au Maire vers 1833. C'est aujourd’hui une cour privée. Sous le nom de « cour de Rome », on comprend aussi l'ancien passage des Vertus qui menait au 9, rue des Vertus.
Avant le prolongement de la rue au Maire en 1963, la cour de Rome assurait ainsi le passage vers la rue des Gravilliers (no 24) et vers la rue des Vertus (no 9).